# Computació quàntica òptica lineal
La computació quàntica òptica lineal o la computació quàntica d'òptica lineal (LOQC), també la computació quàntica fotònica (PQC), és un paradigma de la computació quàntica, que permet (en determinades condicions, descrites a continuació) la computació quàntica universal. LOQC utilitza fotons com a portadors d'informació, utilitza principalment elements òptics lineals o instruments òptics (inclosos miralls i plaques d'ona recíproques) per processar informació quàntica, i utilitza detectors de fotons i memòries quàntiques per detectar i emmagatzemar informació quàntica.

## Visió general
Tot i que hi ha moltes altres implementacions per al processament de la informació quàntica (QIP) i la computació quàntica, els sistemes quàntics òptics són candidats destacats, ja que vinculen la computació quàntica i la comunicació quàntica en el mateix marc. En els sistemes òptics per al processament d'informació quàntica, la unitat de llum en un mode determinat —o fotó— s'utilitza per representar un qubit. Les superposicions d'estats quàntics es poden representar, xifrar, transmetre i detectar fàcilment mitjançant fotons. A més, els elements òptics lineals dels sistemes òptics poden ser els blocs de construcció més senzills per realitzar operacions quàntiques i portes quàntiques. Cada element òptic lineal aplica de manera equivalent una transformació unitària en un nombre finit de qubits. El sistema d'elements òptics lineals finits construeix una xarxa d'òptica lineal, que pot realitzar qualsevol diagrama de circuit quàntic o xarxa quàntica basada en el model de circuit quàntic. La computació quàntica amb variables contínues també és possible sota l'esquema d'òptica lineal.
S'ha demostrat la universalitat de les portes d'1 i 2 bits per implementar càlcul quàntic arbitrari. Fins a {\displaystyle N\times N} operacions de matriu unitària ( {\displaystyle U(N)} ) es pot realitzar només utilitzant miralls, divisors de feix i desplaçadors de fase (això també és un punt de partida del mostreig de bosons i de l'anàlisi de complexitat computacional per a LOQC). Assenyala que cadascun {\displaystyle U(N)} operador amb {\displaystyle N} entrades i {\displaystyle N} les sortides es poden construir mitjançant {\displaystyle {\mathcal {O}}(N^{2})} elements òptics lineals. Basat en la raó de la universalitat i la complexitat, LOQC normalment només utilitza miralls, divisors de feix, desplaçadors de fase i les seves combinacions, com ara interferòmetres Mach-Zehnder amb desplaçaments de fase per implementar operadors quàntics arbitraris. Si s'utilitza un esquema no determinista, aquest fet també implica que LOQC podria ser ineficient en recursos pel que fa al nombre d'elements òptics i passos de temps necessaris per implementar una certa porta o circuit quàntic, que és un inconvenient important de LOQC.
Les operacions mitjançant elements òptics lineals (divisors de feix, miralls i desplaçadors de fase, en aquest cas) conserven les estadístiques de fotons de la llum d'entrada. Per exemple, una entrada de llum coherent (clàssica) produeix una sortida de llum coherent; una superposició d'entrada d'estats quàntics produeix una sortida d'estat de llum quàntica. A causa d'aquest motiu, la gent acostuma a utilitzar un cas d'origen de fotó per analitzar l'efecte dels elements i operadors òptics lineals. Els casos multifotons es poden implicar mitjançant algunes transformacions estadístiques.
Un problema intrínsec en l'ús de fotons com a portadors d'informació és que els fotons gairebé no interactuen entre ells. Això pot provocar un problema d'escalabilitat per a LOQC, ja que les operacions no lineals són difícils d'implementar, cosa que pot augmentar la complexitat dels operadors i, per tant, augmentar els recursos necessaris per realitzar una funció computacional determinada. Una manera de resoldre aquest problema és introduir dispositius no lineals a la xarxa quàntica. Per exemple, l'efecte Kerr es pot aplicar a LOQC per fer un NO controlat per un sol fotó i altres operacions.

### Protocol de KLM
Es creia que afegir no linealitat a la xarxa òptica lineal era suficient per realitzar un càlcul quàntic eficient. Tanmateix, implementar efectes òptics no lineals és una tasca difícil. L'any 2000, Knill, Laflamme i Milburn van demostrar que és possible crear ordinadors quàntics universals només amb eines òptiques lineals. El seu treball s'ha conegut com a "esquema KLM" o "protocol KLM ", que utilitza elements òptics lineals, fonts de fotons individuals i detectors de fotons com a recursos per construir un esquema de càlcul quàntic que inclogui només recursos auxiliars, teletransportacions quàntiques i correccions d'errors. Utilitza una altra forma de càlcul quàntic eficient amb sistemes òptics lineals i promou operacions no lineals únicament amb elements òptics lineals.

### Mostreig de bosons
El model de mostreig de bosons més limitat va ser suggerit i analitzat per Aaronson i Arkhipov el 2010. No es creu que sigui universal, però encara pot resoldre problemes que es creu que estan més enllà de la capacitat dels ordinadors clàssics, com ara el problema del mostreig de bosons. El 3 de desembre de 2020, un equip dirigit pel físic xinès Pan Jianwei (潘建伟) i Lu Chaoyang (陆朝阳) de la Universitat de Ciència i Tecnologia de la Xina a Hefei, província d'Anhui, va presentar els seus resultats a Ciència en què van resoldre un problema pràcticament inexpugnable. per qualsevol ordinador clàssic; demostrant així la supremacia quàntica del seu ordinador quàntic basat en fotons anomenat Jiu Zhang Quantum Computer (九章量子计算机). El problema del mostreig del bosó es va resoldre en 200 segons, van estimar que el superordinador Sunway TaihuLight de la Xina trigaria 2.500 milions d'anys a resoldre's, una supremacia quàntica d'uns 10^14. Jiu Zhang va ser nomenat en honor al text matemàtic més antic de la Xina (Jiǔ zhāng suàn shù) Els nou capítols sobre l'art matemàtic
|  |  |

## Ús de circuits fotònics integrats
En realitat, muntar un munt (possiblement de l'ordre de {\displaystyle 10^{4}}) dels divisors de feix i desplaçadors de fase en una taula experimental òptica és un repte i poc realista. Per fer que LOQC sigui funcional, útil i compacte, una solució és miniaturitzar tots els elements òptics lineals, fonts de fotons i detectors de fotons, i integrar-los en un xip. Si s'utilitza una plataforma de semiconductors, es poden integrar fàcilment fonts de fotons i detectors de fotons. Per separar els modes, s'han integrat les reixetes de guia d'ona en matriu (AWG) que s'utilitzen habitualment com a (des)multiplexadors òptics en multiplexació per divisió de longitud d'ona (WDM). En principi, els divisors de feix i altres elements òptics lineals també es poden miniaturizar o substituir per elements nanofotòniques equivalents. Alguns avenços en aquests esforços es poden trobar a la literatura, per exemple, Refs. L'any 2013, es va demostrar el primer circuit fotònic integrat per al processament d'informació quàntica utilitzant una guia d'ones de cristall fotònic per realitzar la interacció entre el camp guiat i els àtoms.